# Circolo Canottieri Roma
Il Circolo Canottieri Roma è un club e associazione polisportiva di Roma. È stato fondato nel 1919. Nel 1971 gli è stata conferita la stella d'oro al merito sportivo, nel 2019 il collare d'oro del CONI. Nel canottaggio, vanta un bronzo olimpico (con Bruno Mascarenhas), un titolo mondiale, cinque vittorie in Coppa del Mondo, un titolo mondiale universitario, due titoli mondiali Under 23, due titoli mondiali juniores, due titoli europei e, tra senior e junior, 36 titoli nazionali; nella canoa, nove titoli nazionali; nel tennis, tra senior e veterani, un titolo mondiale a squadre Over 40, un titolo europeo a squadre Over 45, sette titoli internazionali individuali, 110 titoli nazionali individuali, 40 titoli nazionali a squadre.
Il Circolo Canottieri Roma conta oggi circa 1 000 soci e dispone di una struttura galleggiante, una piscina, due palestre, sei campi da tennis, due campi da padel, un campo da calcio a 5. Presidente onorario è Nicola Pietrangeli, socio di lunga data, Presidente è Paolo Vitale.

## La fondazione

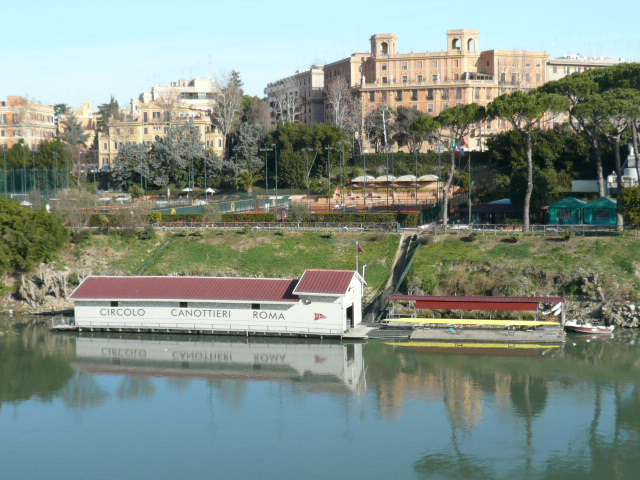
Il galleggiante e i campi da tennis

Il Circolo viene fondato da John Jackson e Luigi D'Eramo il 28 settembre 1919 con il nome di Club Nautico Romano. Come sede si elegge una casina in legno appartenente alla Società Rari Nantes di Ostia, situata dove il Circolo si trova tuttora. Durante tutta la sua storia, il sodalizio non ha infatti mai cambiato la propria ubicazione. La prima spesa fu affrontata per la bandiera giallorossa: "33 lire e 30 centesimi per la stoffa e le cuciture, più 14 lire e 30 centesimi per la corda", si legge sul verbale.

## Gli anni '20
Il Club Nautico Romano, che nel 1927 assume la denominazione di Circolo Canottieri Roma, diventa rapidamente il punto di riferimento della buona società capitolina. Si succedono come Presidenti onorari il Principe Filippo Andrea Doria Pamphili, che nel 1944 sarebbe diventato il primo sindaco di Roma dopo la Liberazione da parte degli Alleati, e il Governatore di Roma e poi Presidente del neonato Istituto Luce e della Croce Rossa Italiana, senatore Filippo Cremonesi. Tra i soci c'è il Principe Aimone di Savoia Aosta, che durante la seconda guerra mondiale diventerà Re di Croazia.
Un altro socio che fa parlare di sé è il Comandante Francesco de Pinedo, protagonista nel 1925 della storica trasvolata di 55 000 chilometri dall'Italia all'Australia e ritorno, conclusa con l'ammaraggio del suo idrovolante a monte di Ponte Margherita, a poca distanza dalla sede sociale.
I canottieri del GUF (Gruppi universitari fascisti) scelgono il Circolo come sede di allenamento.
Nel 1929 viene accolta nella compagine sociale la prima donna, Wanda Milani.

## Gli anni '30
Alla vecchia casina di legno si sostituisce una casina in muratura.
Nel 1930 viene nominato Presidente (e lo resterà fino al 1943) Renato Ricci, gerarca fascista che nel corso della sua carriera ricopre anche le cariche di Presidente dell'Opera nazionale Balilla, di Sottosegretario allo Sport e di Ministro delle Corporazioni. Nativo di Carrara, si deve a lui l'edificazione dell'obelisco intitolato al Duce eretto nel 1932 all'ingresso del complesso del Foro Italico. L'influenza di Ricci nel mondo dello sport, porta a un forte sviluppo delle attività sportive del sodalizio, soprattutto nel canottaggio e nella motonautica.
Al Circolo inizia a diffondersi anche la pratica del tennis, per effetto della passione di Mussolini per questo sport.
Nel 1937 fallisce all'ultimo momento il progetto di fusione con il Canottieri Aniene, alla ricerca di una nuova sede più spaziosa di quella in Lungotevere di Ripetta.
Le leggi razziali del 1938 portano all'espulsione di tutti i soci non appartenenti alla razza ariana.
Ma non tutti i soci simpatizzano per il regime. Fa scalpore, in quello stesso anno, il rifiuto opposto dal principe Doria Pamphili ad Adolf Hitler, che durante la sua visita a Roma chiedeva di visitare il palazzo di famiglia in via del Corso. Un gesto che gli costerà il confino.

## Gli anni '40
Diventa socio nel 1942 il tenore Beniamino Gigli. Due soci, Boris Landesman e Saverio Coen, vengono trucidati nel marzo del 1944 alle Fosse Ardeatine. Con l'ingresso a Roma delle truppe Alleate, il Canottieri Roma è il primo Circolo della Capitale a riammettere gli ebrei: un'apposita assemblea per cancellare i provvedimenti del 1938 viene convocata la mattina del 5 giugno, poche ore dopo l'ingresso in città dei primi reparti anglo-americani.
Vengono assunti come istruttori per il tennis Franco Bartoni e per il canottaggio Antonio Ghiardello. Si distingue come socio tennista il futuro regista Gillo Pontecorvo.

## Gli anni '50
Nel 1951 viene inaugurata la piscina e nel 1954 la casina sociale viene ampliata con due ali laterali.
È un decennio segnato da grandi affermazioni sportive. Nel canottaggio grazie a Tullio Marino ed Elvio Petrelli; nella canoa con Mario Sartini e Carlo Coccia Colaiuta; nel tennis con Lea Pericoli; Sergio Iacobini, Michele Pirro e Bruno Bartoni; nella scherma con Renzo Nostini. Nel 1954 il Canottieri Roma viene insignito con la Coppa del CONI come miglior Circolo italiano per i successi remieri.
Diventa un'istituzione la cosiddetta Barcaccia, il palco riservato al Canottieri Roma al Teatro dell'Opera, dove si riunisce una folta comunità di appassionati della musica e del buon cibo.

## Gli anni '60

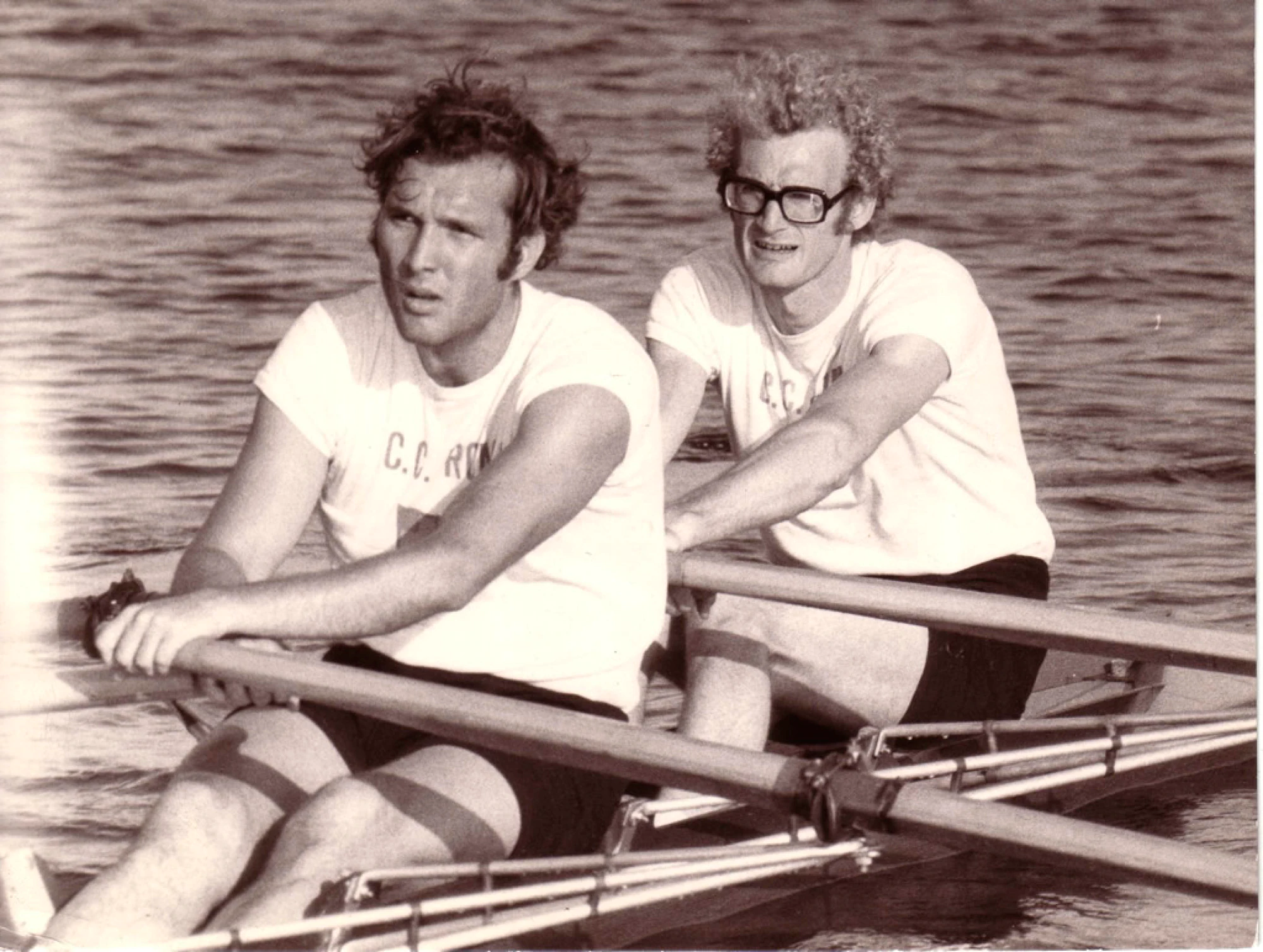
Il doppio del Circolo, Gian Piero Galeazzi e Giuliano Spingardi, campione italiano assoluto 1968

Nel 1960 si tessera con il Canottieri Roma Nicola Pietrangeli. Nella sua carriera vincerà due Internazionali d'Italia, due Roland Garros e, come Capitano non giocatore, la Coppa Davis del 1976. Disputerà inoltre 164 partite in Coppa Davis.
Nel 1964 arriva come atleta Gian Piero Galeazzi, forte canottiere nel singolo e nel doppio con Giuliano Spingardi, e poi giornalista televisivo.
La presenza di molti soci appartenenti al mondo del cinema anima le feste sociali. Tra i tanti, Ettore Scola, Dino Risi, Ugo Tognazzi, Ferruccio Amendola, Luigi Filippo D'Amico, Umberto Orsini, Franco Interlenghi, Giuliano Gemma, Adriano Amidei Migliano.
Su progetto del socio Benvenuto Campanini viene riorganizzato il giardino: con un sistema di siepi e di sopraelevazioni del terreno, esso viene isolato visivamente dal resto della città, creando una continuità visiva con le sponde del Tevere e l'altura di Monte Mario.
Nel 1967 la sede viene ulteriormente ampliata. Si passa da 6 000 a 13 500 metri cubi.
La celebrazione per il cinquantenario, prevista per il 13 dicembre del 1969, viene annullata perché il giorno prima l'esplosione di una bomba uccide 17 persone alla Banca Nazionale dell'Agricoltura di Piazza Fontana, a Milano.

## Gli anni '70
Nel 1971 il Presidente del Consiglio Aldo Moro appunta sulla bandiera sociale portata da Galeazzi la Stella d'oro al merito sportivo.
Nel 1978 si disputa la prima edizione del derby remiero tra gli otto fuori scalmo del Canottieri Roma e del Canottieri Lazio, destinata a diventare la più nota manifestazione remiera della Capitale. La data scelta è quella del derby calcistico del girone di ritorno.

## Gli anni '80
Il Canottieri Roma viene insignito con una medaglia d'oro al merito sportivo per i suoi successi nell'attività remiera. Nel 1981 sui campi sociali si disputa la prima edizione del Memorial Olivieri, riservato ai più forti tennisti regionali. Dal torneo, disputato fino al 2010, sono passati tra gli altri Claudio Panatta, Claudio Pistolesi e Vincenzo Santopadre.
Prende avvio, con una sottoscrizione per donare un'apparecchiatura per le TAC, un rapporto tra il Circolo e l'Ospedale Pediatrico Bambino Gesù, poi proseguito negli anni.
Il socio Franco Carraro è eletto sindaco di Roma.

## Gli anni '90
Sotto l'incalzare delle inchieste di Tangentopoli, viene proposta in assemblea una modifica statutaria che prevede l'obbligo, per chi sia stato rinviato a giudizio, di astenersi dal frequentare la sede sociale per tutta la durata del processo. Vi sarà la possibilità di riprendere la frequentazione solo in caso di sentenza favorevole. Con una scelta garantista, l'assemblea boccia la proposta, lasciando alla sensibilità personale la scelta del comportamento da seguire.
Nel 1991 si registra la prima partecipazione di un equipaggio sociale alla Vogalonga di Venezia, e nel 1996 la prima partecipazione alla Maratona di New York.
Nel 1996 Nicola Pietrangeli diventa socio onorario.

## Gli anni 2000/'09

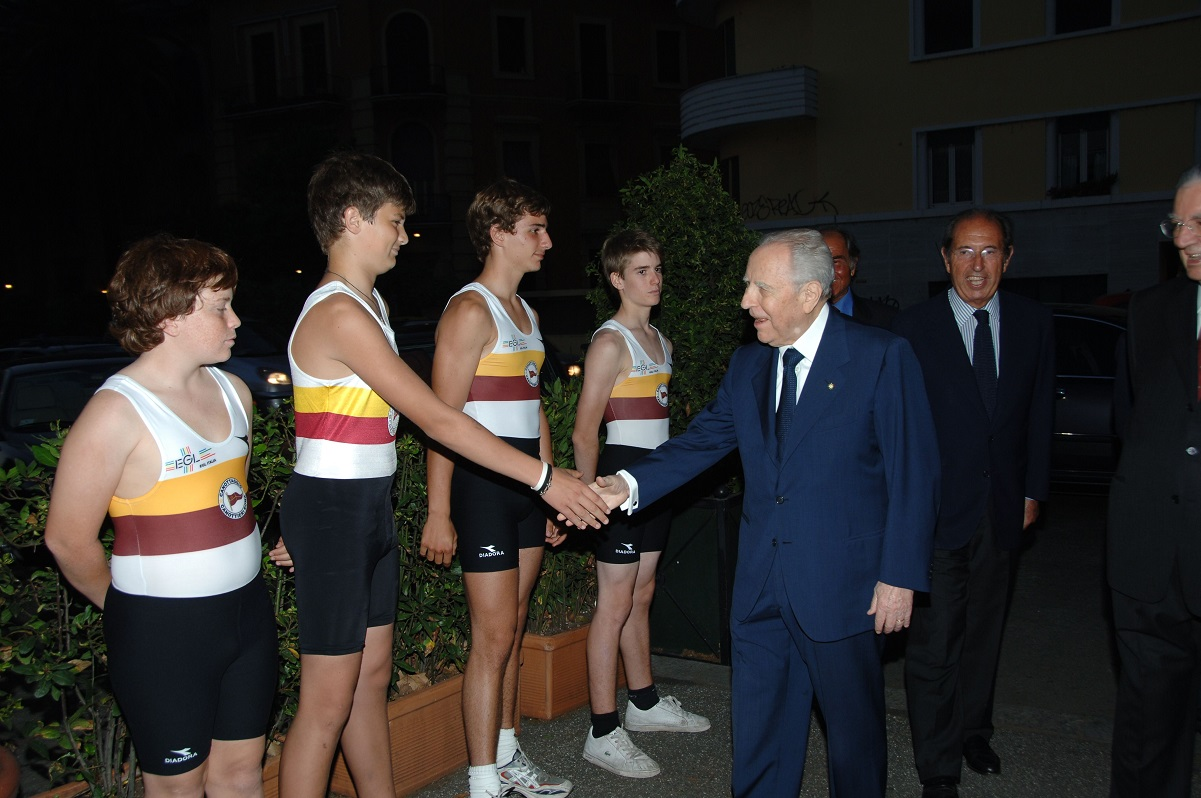
Carlo Azeglio Ciampi saluta i giovani canottieri del Circolo (2007)

Nel 2001 il principe Alberto di Monaco e l'attore Sean Connery diventano soci onorari. In questo decennio si aggiungeranno a loro, tra gli altri, Carlo Azeglio Ciampi, Armando Trovajoli, Gianni Rivera, Walter Veltroni e Gian Piero Galeazzi.
Ai Giochi Olimpici di Atene del 2004 Bruno Mascarenhas porta al Circolo la sua prima medaglia olimpica. È un bronzo, ottenuto nella specialità del 4 senza pesi leggeri.
Nel 2005 si tiene per la prima volta nei locali sociali la Giornata della Memoria, destinata a diventare un appuntamento annuale. In ogni edizione viene ricostruita, con materiali e testimonianze inedite, un aspetto della Shoah.

## Gli anni 2010/'20
Nasce la Scuola calcio del Canottieri Roma, che arriverà a contare più di 500 iscritti.
Nel 2010 il Circolo ospita la prima edizione degli Internazionali d'Italia riservati ai tennisti under 12.
Nel 2011 la squadra del Circolo vince a Salsomaggiore i campionati italiani a squadre libere.
Diventano soci onorari il tennista Bruno Orecchio, l'attore Michele Placido e il designer Antonio Romano.
Dal 2014 Il Circolo ospita ogni anno la regata “Via le Mani“, contro la violenza contro le donne.
Nel 2017 viene eletto Presidente Massimo Veneziano, mentre il vicepresidente Stefano Brusadelli assume l'incarico di Presidente del Comitato per i festeggiamenti del Centenario.
Nel 2018 il socio Giuseppe Conte diventa Presidente del Consiglio.
Il 28 settembre del 2019 si festeggia il Centenario della fondazione con una festa alla quale partecipa il principe Alberto di Monaco e il Presidente del CONI Giovanni Malagò, ex socio.
Il 16 dicembre 2019, il presidente del Consiglio Conte insignisce il Circolo del Collare d'oro al merito sportivo. Alla cerimonia nella palestra monumentale del Foro Italico sono presenti il Presidente Onorario Pietrangeli, il Presidente Massimo Veneziano, il Presidente del Comitato per il Centenario Stefano Brusadelli e la medaglia olimpica Bruno Mascarenhas.

## Consiglio direttivo 2021/2024
Presidente: Paolo Vitale
Vicepresidente: Umberto Tersigni
Segretario generale: Marcello Scotto
Tesoriere ed Amministrazione: Massimo Matteini
Manutenzione e lavori: Andrea Calderai
Personale: Fabio Pizzolato
Ristorante e bar: Mauro Bisogno
Manifestazioni e attività sociali: Alberto Acciari
Canottaggio: Lorenzo Guido
Tennis: Roberto Rezzi
Altri sport: Mattia Bellardoni
Segretario del consiglio: Mario Martelli

## I Presidenti
Filippo Doria Pamphili 1920
Giulio Castelli 1920-1921
Pio Befani 1922-1925
Guido Fioroni 1926-1929
Renato Ricci 1930-1943
Publio Cortini 1944-1945
Francesco Maria Salvi 1946-1959
Filippo Calabresi 1960-1964
Imbriani Curti 1965-1968
Antonio Dussoni 1969-1970
Lionello Ponti 1971-1976
Luigi Santovetti 1977-1980
Franco Pesci 1981-1993
Gianni Battistoni 1994-1996
Nicola Pietrangeli 1997-2002
Gianni Battistoni 2003-2008
Andrea Tinarelli 2009-2016
Massimo Veneziano 2017-2021
Paolo Vitale dal 2021

## Soci onorari
- Nicola Pietrangeli (1996) — ex tennista italiano
- Uto Ughi (1996) — violinista italiano
- Alberto II di Monaco (2001) — principe di Monaco
- Sean Connery (2001) — attore e regista scozzese
- Gianni Rivera (2005) — ex calciatore e politico italiano
- Walter Veltroni (2006) — politico e scrittore italiano
- Lea Pericoli (2008) — ex tennista, telecronista sportiva e giornalista italiana
- Fiorello (2008) — showman italiano
- Gian Piero Galeazzi (2008) — ex canottiere, giornalista, telecronista sportivo e conduttore televisivo italiano
- Bruno Orecchio (2016) — tennista veterano e allenatore italiano
- Antonio Romano (2019) — designer italiano
- Michele Placido (2019) — attore, regista e sceneggiatore italiano